# 墨西哥黃金蓮
墨西哥黃金蓮（学名：Nymphaea mexicana）是睡蓮目睡蓮科睡蓮屬北温带睡莲亚属的物種之一。其种加词“mexicana”意为“墨西哥的”。顏色為金黃色，冬天會休眠，處於停止生長狀態，隔年春天會繼續生長。